# Cicindèle à six points
Cicindela sexguttata
Espèce
La Cicindèle à six points (Cicindela sexguttata) est une espèce de carabes originaire d'Amérique du Nord. Cette cicindèle se retrouve dans les États du centre des États-Unis jusqu'à la côte Est. Elle est également mentionnée dans l'est du Canada. Il s'agit d'un insecte prédateur qui se nourrit de plusieurs types d'arthropodes.
Cet insecte est facilement reconnaissable par sa robe verte métallique et possède généralement six points de couleur ivoire qui ornent son abdomen. La cicindèle à six points possède également de grandes mandibules blanches.

## Description
L'adulte mesure entre 10 et 14 mm de long, et possède de longues pattes. Ses mandibules sont blanches et s'entrecroisent à l'avant de sa tête. Bien que d'apparence féroce, les cicindèles ne sont pas dangereuses. Elles peuvent cependant mordre lorsqu'elles sont manipulées.
Le nom vernaculaire et le nom scientifique de l'espèce se réfèrent au nombre de petites taches blanches ornant les élytres verts ou bleu métallique. Ces traits peuvent occasionnellement varier, certains individus ont plus ou moins six taches, d'autres n'en ont aucune,.
Son cycle de vie dure 2 ans.

## Écologie
La cicindèle à six points se retrouve dans des lieux boisés et aime les zones ombragées dégagées tels les chemins de terre et les troncs d'arbres abattus,. Elle y chasse plusieurs types d'arthropodes comme des chenilles, des fourmis, des araignées. La cicindèle à six points n'est pas une espèce grégaire, mais on peut parfois voir de nombreux individus au même endroit.
Les femelles pondent leurs œufs dans le sable. Après leur émergence, les jeunes larves s'enfouissent verticalement dans les sols sableux ou argileux. Tout comme l'adulte, les larves sont prédatrices et s'alimentent de divers petits arthropodes. Elles saisissent leur proie à l'aide de leurs mandibules développées. Leur stade larvaire dure généralement 1 an.